# Devil
DEVIL – szósty minialbum japońskiego zespołu B’z, wydany 23 kwietnia 2002 roku w Korei Południowej przez wytwórnię Being Music Korea.

## Lista utworów
| Nr | Tytuł                       | Czas |
| -- | --------------------------- | ---- |
| 1. | „DEVIL”                     | 3:35 |
| 2. | „Real Thing Shakes”         | 4:12 |
| 3. | „Bad Communication E.Style” | 4:18 |
| 4. | „SLAVE TO THE NIGHT”        | 5:08 |
| 5. | „LADY NAVIGATION”           | 6:09 |